# Ohndorf
Ohndorf ist ein Ortsteil der Gemeinde Hohnhorst im Landkreis Schaumburg in Niedersachsen. Zusammen mit den Gemeinden Haste und Suthfeld sowie der Stadt Bad Nenndorf bildet Hohnhorst die Samtgemeinde Nenndorf. Am 1. Januar 2017 lebten hier 411 Einwohner.

## Geographische Lage
Ohndorf liegt etwa 27 Kilometer westlich von Hannover. Im Westen begrenzt die Rodenberger Aue die Ortschaft. Im Norden befindet sich in einer Entfernung von 2,5 km der Mittellandkanal.

## Verkehr
Nördlich des Ortes verläuft die Bahnstrecke Berlin – Hannover – Ruhrgebiet. Zur Expo Hannover wurde auf dieser Strecke eine S-Bahn-Linie von Hannover nach Minden eingerichtet. Diese Anbindung ist über den Bahnhof Haste nutzbar. Hannover erreicht man in etwa 35 Minuten. Der ÖPNV wird über eine Linie der Schaumburger Verkehrs-Gesellschaft abgewickelt. Außerdem bedient der Bürgerbus Bad Nenndorf eine Haltestelle.

## Geschichte
Erstmals urkundlich erwähnt wurde Ohndorf im Jahr 1289. Anhand von Fundamenten und dem Taufstein einer alten Kapelle lässt sich ein längeres Bestehen des Ortes bezeugen.
Die Gemeindeakten vom Jahr 1893 berichten vom Kauf einer Handdruckspritze für den Ort. 1925 zählte Ohndorf 426, 1933 und 1939 jeweils 393 Einwohner.
Am 1. März 1974 wurde Ohndorf in die Gemeinde Hohnhorst eingegliedert.
Durch reges Engagement der Dorfgemeinschaft konnte die Ortschaft in den vergangenen Jahren mehrfach Auszeichnungen im Wettbewerb „Unser Dorf soll schöner werden“ erhalten.